# Gozdawa (województwo kujawsko-pomorskie)
Gozdawa – wieś w Polsce położona w województwie kujawsko-pomorskim, w powiecie mogileńskim, w gminie Mogilno.

## Podział administracyjny
W latach 1975–1998 miejscowość administracyjnie należała do województwa bydgoskiego.

## Demografia
Według Narodowego Spisu Powszechnego (III 2011 r.) liczyła 103 mieszkańców. Jest 35. co do wielkości miejscowością gminy Mogilno.

## Zabytki
Według rejestru zabytków NID na listę zabytków wpisany jest zespół dworski z końca XIX w.: dwór i park, nr rej.: A/1180 z 20.10.1983.